# Potamotrygon henlei
Potamotrygon henlei е вид хрущялна риба от семейство Potamotrygonidae.

## Разпространение
Видът е разпространен в Бразилия.